# Kanton Montauban-4
Kanton Montauban-4 is een voormalig kanton van het Franse departement Tarn-et-Garonne. Kanton Montauban-4 maakte deel uit van het arrondissement Montauban en telde 6 755 inwoners (1999). Het werd opgeheven bij decreet van 27 februari 2014 met uitwerking op 22 maart 2015.

## Gemeenten
Het kanton Montauban-4 omvatte enkel een deel van de gemeente Montauban.